# Кукушили: Горный патруль
«Кукушили: Горный патруль» (кит. 可可西里, англ. Kekexili: Mountain Patrol) — фильм 2004 года китайского режиссёра Лу Чуаня.
Фильм получил ряд премий, в том числе как лучший фильм (Золотая лошадь, Золотой петух) и лучший азиатский фильм (Hong Kong Film Award).
Фильм основан на реальной истории об отряде волонтёров, боровшихся с браконьерами, охотящимися за антилопами, в середине 1990-х годов в горном западном районе Китая под названием Кукушили. Патрульный отряд набирался из местных тибетцев, плохо экипированных, которых местное правительство отправляло останавливать вооружённых автоматами браконьеров. Съёмки фильма велись в сложных условиях Тибетского нагорья в течение 120 дней.

## Сюжет
Пекинский журналист отправляется в Кукушили в связи с убийством волонтёра, входящего в патрульный отряд, выслеживающий браконьеров, незаконно охотящихся на тибетских антилоп. Войдя в доверие к капитану по имени Ратаи, он присоединяется к патрульному отряду, идущему по следу браконьеров.

## Премии и награды
- Золотая лошадь, 2004 год[2]
  - Лучший фильм
  - Лучший оператор
  - Лучший режиссёр (номинация)
  - Лучший актёр (номинация)
  - Лучший оригинальный сценарий (номинация)
- Кинофестиваль в Токио, 2004
  - Специальный приз жюри
  - Гран-при (номинация)
- Золотой петух, 2005
  - Лучший фильм
- Берлинский кинофестиваль, 2005
  - Премия Дон Кихота — особое упоминание
- Huabiao Film Awards, 2005[3]
  - Лучший фильм
  - Лучший режиссёр
- Hong Kong Film Award, 2006[4]
  - Лучший азиатский фильм